# Canottaggio ai XV Giochi del Mediterraneo
Le gare di canottaggio ai XV Giochi del Mediterraneo si sono svolte presso il Cuevas del Almanzora Canal, a Almería, dal 30 giugno al 2 luglio 2005.
Per ciascuna prova e categoria ogni Paese ha potuto iscrivere una sola imbarcazione.

## Podi

### Uomini
| Evento                     | Oro                                            | Perform. | Argento                                      | Perform. | Bronzo                                    | Perform. |
| Singolo                    | Italia Simone Raineri                          |          | Serbia e Montenegro Nikola Stojic            |          | Slovenia Davor Mizerit                    |          |
| Due di coppia              | Italia Alessio Sartori Matteo Stefanini        |          | Turchia Saim Kaya Sami Kaya                  |          | Slovenia Rok Kolander Matej Prelog        |          |
| Due senza                  | Italia Luca Agamennoni Dario Lari              |          | Grecia Ioannis Christou Nikolaos Pagounis    |          | Egitto Mohamed Gomaa El Bakry Yehia       |          |
| Singolo pesi leggeri       | Francia Fabrice Moreau                         |          | Turchia Mete Yeltepe                         |          | Italia Lorenzo Bertini                    |          |
| Due di coppia pesi leggeri | Grecia Vasileios Polymeros Nikolaos Skiathitis |          | Francia Frédéric Dufour Arnaud Pornin        |          | Italia Leonardo Pettinari Nicola Moriconi |          |
| Due senza pesi leggeri     | Francia Jean-Christophe Bette Franck Solforosi |          | Italia Catello Amarante I Salvatore Amitrano |          | Turchia Ihsan Emre Vural Ahmet Yumrukaya  |          |

### Donne
| Evento               | Oro                          | Perform. | Argento                | Perform. | Bronzo                 | Perform. |
| Singolo              | Italia Elisabetta Sancassani |          | Francia Caroline Delas |          | Spagna Nuria Domínguez |          |
| Singolo pesi leggeri | Croazia Mirna Ralje          |          | Grecia Chrysi Biskitzi |          | Spagna Teresa Mas      |          |

## Medagliere
| Posizione | Paese               |   |   |   | Totale |
| --------- | ------------------- | - | - | - | ------ |
| 1         | Italia              | 4 | 1 | 2 | 7      |
| 2         | Francia             | 2 | 2 | 0 | 4      |
| 3         | Grecia              | 1 | 2 | 0 | 3      |
| 4         | Croazia             | 1 | 0 | 0 | 1      |
| 5         | Turchia             | 0 | 2 | 1 | 3      |
| 6         | Serbia e Montenegro | 0 | 1 | 0 | 1      |
| 7         | Slovenia            | 0 | 0 | 2 | 2      |
| 7         | Spagna              | 0 | 0 | 2 | 2      |
| 9         | Egitto              | 0 | 0 | 1 | 1      |
| Totale    | Totale              | 8 | 8 | 8 | 24     |